# Copa de la Liga de Inglaterra 2013-14
La Copa de la Liga de Inglaterra 2013-14, también conocida como Capital One Cup por razones de patrocinio, es la edición número 54. Es una competición que se juega en formato de eliminación directa a un solo partido en la que participan equipos de la liga de fútbol profesional de Inglaterra y Gales.
El campeón fue el Manchester City al derrotar al Sunderland por 3-1 en el Estadio Wembley el 2 de marzo de 2014.

## Primera ronda
| 5 de agosto de 2013 15:45 BST | Preston North End | 1 – 0   | Blackpool | Deepdale Stadium, Preston                          |                                                    |
|                               | Tom Clarke 87'    | Reporte |           | Asistencia: 17.470 espectadores Árbitro(s): Madley | Asistencia: 17.470 espectadores Árbitro(s): Madley |

| 6 de agosto de 2013 15:45 BST | Gillingham F.C | 0 – 2   | Bristol City             | KRBS Priestfield Stadium, Gillingham               |                                                    |
|                               |                | Reporte | Baldock 20' · Wynter 65' | Asistencia: 2.585 espectadores Árbitro(s): Deadman | Asistencia: 2.585 espectadores Árbitro(s): Deadman |

| 6 de agosto de 2013 15:45 BST | Sheffield United | 1 – 2   | Burton Albion        | Bramall Lane, Sheffield                             |                                                     |
|                               | M.Doyle 64'      | Reporte | Chris Hussey 50' 95' | Asistencia: 6.191 espectadores Árbitro(s): Ilderton | Asistencia: 6.191 espectadores Árbitro(s): Ilderton |

| 6 de agosto de 2013 15:45 BST | Bury F.C                                   | 3 – 2   | Crewe Alexandra                   | Gigg Lane, Bury                                  |                                                  |
|                               | Beeley 20' · Harrad 28' (pen.) · Hinds 49' | Reporte | Aneke 5' · Harry Davis 75' (pen.) | Asistencia: 2.146 espectadores Árbitro(s): Brown | Asistencia: 2.146 espectadores Árbitro(s): Brown |

| 6 de agosto de 2013 15:45 BST | Shrewsbury Town | 1 – 3   | Bolton Wanderers                  | Greenhous Meadow, Shrewsbury                     |                                                  |
|                               | Wildig 29'      | Reporte | Robert Hall 26' · Odelusi 43' 52' | Asistencia: 3.456 espectadores Árbitro(s): Bratt | Asistencia: 3.456 espectadores Árbitro(s): Bratt |

| 6 de agosto de 2013 15:45 BST | Huddersfield Town | 2 – 1   | Bradford City | The John Smith's Stadium, Huddersfield              |                                                     |
|                               | Vaughan 41' 53'   | Reporte | Wells 89'     | Asistencia: 11.630 espectadores Árbitro(s): Haywood | Asistencia: 11.630 espectadores Árbitro(s): Haywood |

| 6 de agosto de 2013 15:45 BST | Doncaster Rovers | 1 – 0   | Rochdale | Keepmoat Stadium, Doncaster                       |                                                   |
|                               | Khumalo 89'      | Reporte |          | Asistencia: 4.368 espectadores Árbitro(s): Sutton | Asistencia: 4.368 espectadores Árbitro(s): Sutton |

| 6 de agosto de 2013 15:45 BST | Colchester United | 1 – 5   | Peterborough United                                   | Weston Homes Community Stadium, Colchester        |                                                   |
|                               | Ibehre 47'        | Reporte | Zakuani 41' · Barnett 58' · Rowe 67' · Tomlin 71' 80' | Asistencia: 2.368 espectadores Árbitro(s): Kettle | Asistencia: 2.368 espectadores Árbitro(s): Kettle |

| 6 de agosto de 2013 14:45 BST | Swindon Town | 1 – 0   | Torquay United | County Ground, Swindon                            |                                                   |
|                               | Williams 86' | Reporte |                | Asistencia: 5.662 espectadores Árbitro(s): D'Urso | Asistencia: 5.662 espectadores Árbitro(s): D'Urso |

| 6 de agosto de 2013 14:45 BST | AFC Bournemouth | 1 – 0   | Portsmouth | The Goldsands Stadium, Bournemouth                |                                                   |
|                               | O'Kane 53'      | Reporte |            | Asistencia: 7.620 espectadores Árbitro(s): Graham | Asistencia: 7.620 espectadores Árbitro(s): Graham |

| 6 de agosto de 2013 14:45 BST | Oldham Athletic | 0 – 1   | Derby County       | Boundary Park, Oldham                            |                                                  |
|                               |                 | Reporte | Michael Jacobs 20' | Asistencia: 5.000 espectadores Árbitro(s): Lewis | Asistencia: 5.000 espectadores Árbitro(s): Lewis |

| 6 de agosto de 2013 14:45 BST | Middlesbrough | 1 – 2   | Accrington Stanley       | Riverside Stadium, Middlesbrough                  |                                                   |
|                               | Jutkiewicz 9' | Reporte | Carver 40' · Mingoia 81' | Asistencia: 6.774 espectadores Árbitro(s): Duncan | Asistencia: 6.774 espectadores Árbitro(s): Duncan |

- 06.08.2013 Bristol Rovers 1 - 3 Watford
- 06.08.2013 Charlton Athletic 4 - 0 Oxford United
- 06.08.2013 Rotherham United 2 - 1 Sheffield Wednesday
- 06.08.2013 Tranmere Rovers 2 - 0 Mansfield Town
- 06.08.2013 Brighton & Hove Albion 1 - 1 Newport County
- 06.08.2013 Birmingham City 2 - 2 Plymouth Argyle
- 06.08.2013 Wycombe Wanderers 1 - 2 Leicester City
- 06.08.2013 Morecambe 1 - 0 Wolverhampton
- 06.08.2013 Shrewsbury Town 1 - 3Bolton
- 06.08.2013 Northampton Town 1 - 2 Milton Keynes Dons
- 06.08.2013 Southend United 0 - 1 Yeovil Town
- 06.08.2013 Port Vale 1 - 2 Walsall
- 06.08.2013 York City 0 - 4 Burnley
- 06.08.2013 Middlesbrough 1 - 2 Accrington Stanley
- 06.08.2013 Stevenage 2 - 0 Ipswich Town
- 06.08.2013 Brentford 3 - 2 Dagenham & Redbridge
- 06.08.2013 Nottingham Forest 3 - 1 Hartlepool United
- 06.08.2013 Doncaster Rovers 1 - 0 Rochdale
- 06.08.2013 Leyton Orient 3 - 2 Coventry City
- 06.08.2013 Millwall 2 - 1 AFC Wimbledon
- 07.08.2013 Notts County 3 - 2 Fleetwood Town
- 07.08.2013 Carlisle United 2 - 2 Blackburn Rovers
- 07.08.2013 Leeds United 2 - 1 Chesterfield

## Segunda ronda
| 27 de agosto de 2013 19:45 BST | Yeovil Town                                      | 3 – 3 (2 – 3 p.)           | Birmingham City                             | Huish Park, Yeovil                                  |                                                     |
|                                | Upson 22' · Webster 91' · Ayling 105'            | Reporte                    | Bartley 20' · Shinnie 44' · Lee Novak 106'  | Asistencia: 8.717 espectadores Árbitro(s): Robinson | Asistencia: 8.717 espectadores Árbitro(s): Robinson |
|                                |                                                  | Tiros desde el punto penal |                                             |                                                     |                                                     |
|                                | Hoskins · Seaborne · Upson · McAllister · Dawson |                            | Burke · Eardley · Allan · Ambrose · Adeyemi |                                                     |                                                     |

| 27 de agosto de 2013 19:45 BST | Barnsley   | 1 – 5   | Southampton                                                     | Oakwell Stadium, Barnsley                         |                                                   |
|                                | Dawson 53' | Reporte | Davis 26' 89' (pen.) · Rodriguez 49' · Mayuka 66' · Ramírez 91' | Asistencia: 6.574 espectadores Árbitro(s): Duncan | Asistencia: 6.574 espectadores Árbitro(s): Duncan |

| 27 de agosto de 2013 19:45 BST | Peterborough United                                                          | 6 – 0   | Reading | London Road Stadium, Peterborough               |                                                 |
|                                | Assombalonga 4' · Tomlin 18' 54' (pen.) 79' (pen.) · Swanson 28' · Payne 93' | Reporte |         | Asistencia: 4.496 espectadores Árbitro(s): Hill | Asistencia: 4.496 espectadores Árbitro(s): Hill |

| 27 de agosto de 2013 19:45 BST | Norwich City                                                                   | 6 – 3   | Bury F.C                                      | Carrow Road, Norwich                               |                                                    |
|                                | Olsson 22' · Pilkington 31' · Elmander 52' 74' · Leroy Fer 84' · Whittaker 90' | Reporte | Forrester 71' · Edjenguele 78' · Reindorf 93' | Asistencia: 16.107 espectadores Árbitro(s): Adcock | Asistencia: 16.107 espectadores Árbitro(s): Adcock |

| 27 de agosto de 2013 19:45 BST | Doncaster Rovers | 1 – 3   | Leeds United                                   | Carrow Road, Norwich                                  |                                                       |
|                                | Paynter 61'      | Reporte | Wootton 41' · Smith 77' · McCormack 80' (pen.) | Asistencia: 10.890 espectadores Árbitro(s): Mathieson | Asistencia: 10.890 espectadores Árbitro(s): Mathieson |

| 27 de agosto de 2013 19:45 BST | Derby County                                 | 5 – 0   | Brentford | iPro Stadium, Derbyshire                        |                                                 |
|                                | Martin 18' 77' · Sammon 35' 71' · Hughes 37' | Reporte |           | Asistencia: 9.076 espectadores Árbitro(s): Bond | Asistencia: 9.076 espectadores Árbitro(s): Bond |

| 27 de agosto de 2013 19:45 BST | Burton Albion                             | 2 – 2 (4 – 5 p.)           | Fulham                                                    | Pirelli Stadium, Burton                           |                                                   |
|                                | J.Dyer 85' · Symes 101'                   | Reporte                    | Taarabt 36' · Rodallega 116'                              | Asistencia: 4.002 espectadores Árbitro(s): Madley | Asistencia: 4.002 espectadores Árbitro(s): Madley |
|                                |                                           | Tiros desde el punto penal |                                                           |                                                   |                                                   |
|                                | Symes · Reed · Edwards · McCrory · Hussey |                            | Bent · Bryan Ruiz · Riether · Rodallega · John Arne Riise |                                                   |                                                   |

| 27 de agosto de 2013 19:45 BST | Huddersfield Town                    | 3 – 2   | Charlton Athletic          | The John Smith's Stadium, Huddersfield                |                                                       |
|                                | Lynch 40' · J.Hogg 77' · Hammill 82' | Reporte | Stephens 32' · Sordell 59' | Asistencia: 6.250 espectadores Árbitro(s): Eltringham | Asistencia: 6.250 espectadores Árbitro(s): Eltringham |

| 27 de agosto de 2013 19:45 BST | Leyton Orient | 0 – 1   | Hull City  | Matchroom Stadium, Londres                      |                                                 |
|                                |               | Reporte | Brady 107' | Asistencia: 3.181 espectadores Árbitro(s): Ward | Asistencia: 3.181 espectadores Árbitro(s): Ward |

| 27 de agosto de 2013 19:45 BST | Sunderland                                   | 4 – 2   | Milton Keynes Dons      | Stadium of Light, Sunderland                      |                                                   |
|                                | Altidore 78' · Wickham 87' 89' · Johnson 95' | Reporte | Bamford 6' · McLeod 54' | Asistencia: 18.992 espectadores Árbitro(s): Coote | Asistencia: 18.992 espectadores Árbitro(s): Coote |

| 27 de agosto de 2013 19:45 BST | Queen's Park Rangers | 0 – 2   | Swindon                    | Loftus Road Stadium, Londres                        |                                                     |
|                                |                      | Reporte | Ranger 38' · Pritchard 91' | Asistencia: 9.715 espectadores Árbitro(s): Phillips | Asistencia: 9.715 espectadores Árbitro(s): Phillips |

| 27 de agosto de 2013 19:45 BST | Burnley                       | 2 – 0   | Preston North End | Turf Moor Stadium, Burnley                          |                                                     |
|                                | Trippier 6' · Daniel Ings 34' | Reporte |                   | Asistencia: 10.648 espectadores Árbitro(s): Tierney | Asistencia: 10.648 espectadores Árbitro(s): Tierney |

| 27 de agosto de 2013 20:00 BST | West Bromwich Albion             | 3 – 0   | Newport County | The Hawthorns, West Bromwich                      |                                                   |
|                                | Saido Berahino 6' 25' 38' (pen.) | Reporte |                | Asistencia: 8.955 espectadores Árbitro(s): D'Urso | Asistencia: 8.955 espectadores Árbitro(s): D'Urso |

| 27 de agosto de 2013 20:00 BST | West Ham United                   | 2 – 1   | Cheltenham Town     | Boleyn Ground, Londres                            |                                                   |
|                                | Ricardo Vaz Tê 42' · Morrison 46' | Reporte | Richards 59' (pen.) | Asistencia: 23.440 espectadores Árbitro(s): Scott | Asistencia: 23.440 espectadores Árbitro(s): Scott |

| 27 de agosto de 2013 20:00 BST | Bristol City              | 2 – 1   | Crystal Palace | Ashton Gate Stadium, Brístol                          |                                                       |
|                                | Thomas 59' · Wagstaff 71' | Reporte | Garvan 94'     | Asistencia: 6.816 espectadores Árbitro(s): Williamson | Asistencia: 6.816 espectadores Árbitro(s): Williamson |

| 27 de agosto de 2013 19:45 BST | Tranmere Rovers               | 1 – 1 (4 – 2 p.)           | Bolton Wanderers                     | Prenton Park, Birkenhead                          |                                                   |
|                                | Stockton 47'                  | Reporte                    | Beckford 65'                         | Asistencia: 3.379 espectadores Árbitro(s): Martin | Asistencia: 3.379 espectadores Árbitro(s): Martin |
|                                |                               | Tiros desde el punto penal |                                      |                                                   |                                                   |
|                                | Power · Akpa · Horwood · Rowe |                            | Moritz · Beckford · Mills · Baptiste |                                                   |                                                   |

| 27 de agosto de 2013 19:45 BST | Liverpool                                         | 4 – 2   | Notts County             | Anfield Stadium, Liverpool                          |                                                     |
|                                | Sterling 4' · Sturridge 29' 105' · Henderson 109' | Reporte | Arquin 62' · Coombes 84' | Asistencia: 42.231 espectadores Árbitro(s): Attwell | Asistencia: 42.231 espectadores Árbitro(s): Attwell |

| 28 de agosto de 2013 19:45 BST | Carlisle United        | 2 – 5   | Leicester City                                       | Brunton Park, Carlisle                               |                                                      |
|                                | Amoo 16' · Berrett 70' | Reporte | Wood 37' 59' (Pen.) 62' · L.Dyer 46' · Knockaert 51' | Asistencia: 3.308 espectadores Árbitro(s): Salisbury | Asistencia: 3.308 espectadores Árbitro(s): Salisbury |

| 28 de agosto de 2013 19:45 BST | Aston Villa                                  | 3 – 0   | Rotherham United | Villa Park, Birmingham                             |                                                    |
|                                | Weimann 19' · Benteke 40' · Fabian Delph 53' | Reporte |                  | Asistencia: 22.447 espectadores Árbitro(s): Hooper | Asistencia: 22.447 espectadores Árbitro(s): Hooper |

| 28 de agosto de 2013 19:45 BST | Accrington Stanley | 0 – 2   | Cardiff City              | Store First Stadium, Accrington                   |                                                   |
|                                |                    | Reporte | Maynard 61' · Gestede 62' | Asistencia: 1.617 espectadores Árbitro(s): D.Webb | Asistencia: 1.617 espectadores Árbitro(s): D.Webb |

| 28 de agosto de 2013 19:45 BST | Everton                      | 2 – 1   | Stevenage F.C | Goodison Park, Liverpool                           |                                                    |
|                                | Deulofeu 48' · Fellaini 114' | Reporte | Freeman 35'   | Asistencia: 22.730 espectadores Árbitro(s): Stroud | Asistencia: 22.730 espectadores Árbitro(s): Stroud |

| 28 de agosto de 2013 19:45 BST | Watford                                 | 2 – 0   | AFC Bournemouth | Vicarage Road Stadium, Watford                     |                                                    |
|                                | Elliot Ward 15' (a.g.) · Battocchio 66' | Reporte |                 | Asistencia: 9.824 espectadores Árbitro(s): Deadman | Asistencia: 9.824 espectadores Árbitro(s): Deadman |

| 28 de agosto de 2013 19:45 BST | Stoke City        | 3 – 1   | Walsall F.C  | Britannia Stadium, Stoke                           |                                                    |
|                                | Jones 22' 31' 84' | Reporte | Hemmings 57' | Asistencia: 11.667 espectadores Árbitro(s): Naylor | Asistencia: 11.667 espectadores Árbitro(s): Naylor |

| 28 de agosto de 2013 19:45 BST | Morecambe F.C | 0 – 2   | Newcastle United                    | Globe Arena, Morecambe                               |                                                      |
|                                |               | Reporte | Shola Ameobi 85' · Sammy Ameobi 94' | Asistencia: 5.375 espectadores Árbitro(s): R.Heywood | Asistencia: 5.375 espectadores Árbitro(s): R.Heywood |

| 28 de agosto de 2013 19:45 BST | Nottingham Forest              | 2 – 1   | Millwall   | The City Ground, Nottingham                           |                                                       |
|                                | Derbyshire 58' · Lascelles 93' | Reporte | Feeney 86' | Asistencia: 12.201 espectadores Árbitro(s): M.Haywood | Asistencia: 12.201 espectadores Árbitro(s): M.Haywood |

## Tercera ronda
| 24 de septiembre de 2013 14:45 BST | Southampton                | 2 – 0   | Bristol City | St Mary's Stadium, Southampton                   |                                                  |
|                                    | Ramírez 14' · Hooiveld 83' | Reporte |              | Asistencia: 8.540 espectadores Árbitro(s): Scott | Asistencia: 8.540 espectadores Árbitro(s): Scott |

| 24 de septiembre de 2013 14:45 BST | Hull City      | 1 – 0   | Huddersfield Town | Kingston Communications Stadium, Kingston upon Hull |                                                   |
|                                    | Proschwitz 59' | Reporte |                   | Asistencia: 7.150 espectadores Árbitro(s): Hooper   | Asistencia: 7.150 espectadores Árbitro(s): Hooper |

| 24 de septiembre de 2013 14:45 BST | West Ham United                              | 3 – 2   | Cardiff City               | Boleyn Ground, Londres                           |                                                  |
|                                    | Morrison 1' · Jarvis 7' · Ricardo Vaz Tê 87' | Reporte | Noone 45' · Odemwingie 76' | Asistencia: East espectadores Árbitro(s): 18.610 | Asistencia: East espectadores Árbitro(s): 18.610 |

| 24 de septiembre de 2013 14:45 BST | Swindon Town | 0 – 2   | Chelsea                  | County Ground, Swindon                             |                                                    |
|                                    |              | Reporte | Torres 29' · Ramires 35' | Asistencia: 14.924 espectadores Árbitro(s): Oliver | Asistencia: 14.924 espectadores Árbitro(s): Oliver |

| 24 de septiembre de 2013 14:45 BST | Leicester City                 | 2 – 1   | Derby County | King Power Stadium, Leicester                          |                                                        |
|                                    | Knockaert 78' · Drinkwater 81' | Reporte | Martin 42'   | Asistencia: 14.043 espectadores Árbitro(s): Whitestone | Asistencia: 14.043 espectadores Árbitro(s): Whitestone |

| 24 de septiembre de 2013 14:45 BST | Manchester City                                          | 5 – 0   | Wigan Athletic | Etihad Stadium, Mánchester                         |                                                    |
|                                    | Džeko 33' · Jovetić 59' 83' · Yaya Touré 76' · Navas 86' | Reporte |                | Asistencia: 25.519 espectadores Árbitro(s): Friend | Asistencia: 25.519 espectadores Árbitro(s): Friend |

| 24 de septiembre de 2013 14:45 BST | Watford                 | 2 – 3   | Norwich City                 | Vicarage Road Stadium, Watford                     |                                                    |
|                                    | Acuña 22' · Faraoni 55' | Reporte | Murphy 77' · Hooper 95' 115' | Asistencia: 11.178 espectadores Árbitro(s): Martin | Asistencia: 11.178 espectadores Árbitro(s): Martin |

| 24 de septiembre de 2013 14:45 BST | Aston Villa | 0 – 4   | Tottenham                                 | Villa Park, Birmingham                           |                                                  |
|                                    |             | Reporte | Defoe 46' 92' · Paulinho 49' · Chadli 85' | Asistencia: 22.975 espectadores Árbitro(s): Moss | Asistencia: 22.975 espectadores Árbitro(s): Moss |

| 25 de septiembre de 2013 14:45 BST | Manchester United | 1 – 0   | Liverpool | Old Trafford, Mánchester                                |                                                         |
|                                    | Hernández 46'     | Reporte |           | Asistencia: 65.700 espectadores Árbitro(s): Clattenburg | Asistencia: 65.700 espectadores Árbitro(s): Clattenburg |

| 25 de septiembre de 2013 15:00 BST | Fulham                  | 2 – 1   | Everton      | Craven Cottage, Londres                              |                                                      |
|                                    | Berbatov 54' · Bent 67' | Reporte | Naismith 11' | Asistencia: 14.527 espectadores Árbitro(s): Atkinson | Asistencia: 14.527 espectadores Árbitro(s): Atkinson |

| 25 de septiembre de 2013 14:45 BST | Newcastle United         | 2 – 0   | Leeds United | St James' Park, Newcastle                         |                                                   |
|                                    | Cissé 31' · Gouffran 67' | Reporte |              | Asistencia: 36.220 espectadores Árbitro(s): Jones | Asistencia: 36.220 espectadores Árbitro(s): Jones |

| 25 de septiembre de 2013 14:45 BST | Tranmere Rovers | 0 – 2   | Stoke City               | Prenton Park, Birkenhead                         |                                                  |
|                                    |                 | Reporte | Ireland 23' · Crouch 94' | Asistencia: 5.560 espectadores Árbitro(s): Coote | Asistencia: 5.560 espectadores Árbitro(s): Coote |

| 25 de septiembre de 2013 14:45 BST | Birmingham City                    | 3 – 1   | Swansea City | St. Andrew's Stadium, Birmingham                  |                                                   |
|                                    | Burn 57' · Green 61' · Adeyemi 81' | Reporte | Bony 95'     | Asistencia: 4.770 espectadores Árbitro(s): Stroud | Asistencia: 4.770 espectadores Árbitro(s): Stroud |

| 25 de septiembre de 2013 21:00 BST | West Bromwich Albion                                | 1 – 1 (3 – 4 p.)           | Arsenal                                            | The Hawthorns, West Bromwich                       |                                                    |
|                                    | Berahino 71'                                        | Reporte                    | Eisfeld 62'                                        | Asistencia: 18.650 espectadores Árbitro(s): Madley | Asistencia: 18.650 espectadores Árbitro(s): Madley |
|                                    |                                                     | Tiros desde el punto penal |                                                    |                                                    |                                                    |
|                                    | S.Reid · Rosenberg · Morrison · Dawson · Amalfitano |                            | Bendtner · S.Gnabry · K.Olsson · C.Akpom · Monreal |                                                    |                                                    |

| 25 de septiembre de 2013 20:45 BST | Sunderland                    | 2 – 0   | Peterborough United | Stadium of Light, Sunderland                       |                                                    |
|                                    | Giaccherini 32' · Roberge 74' | Reporte |                     | Asistencia: 18.126 espectadores Árbitro(s): Naylor | Asistencia: 18.126 espectadores Árbitro(s): Naylor |

| 25 de septiembre de 2013 20:45 BST | Burnley             | 2 – 1   | Nottingham Forest | Turf Moor Stadium, Burnley                          |                                                     |
|                                    | Daniel Ings 45' 68' | Reporte | Derbyshire 24'    | Asistencia: 6.405 espectadores Árbitro(s): Drysdale | Asistencia: 6.405 espectadores Árbitro(s): Drysdale |

## Fase final[1]
|  | Octavos de final       | Octavos de final  |   |                   | Cuartos de final | Cuartos de final |  |                 | Semifinales | Semifinales | Semifinales | Semifinales |  |                 | Final | Final |
|  |                        |                   |   |                   |                  |                  |  |                 |             |             |             |             |  |                 |       |       |
|  | Leicester City         | 4                 |   |                   |                  |                  |  |                 |             |             |             |             |  |                 |       |       |
|  | Fulham                 | 3                 |   |                   |                  |                  |  |                 |             |             |             |             |  |                 |       |       |
|  | Fulham                 | 3                 |   | Leicester City    | 1                |                  |  |                 |             |             |             |             |  |                 |       |       |
|  |                        |                   |   | Leicester City    | 1                |                  |  |                 |             |             |             |             |  |                 |       |       |
|  |                        | Manchester City   | 3 |                   |                  |                  |  |                 |             |             |             |             |  |                 |       |       |
|  | Newcastle United       | Manchester City   | 3 | 0                 |                  |                  |  |                 |             |             |             |             |  |                 |       |       |
|  | Newcastle United       |                   |   | 0                 |                  |                  |  |                 |             |             |             |             |  |                 |       |       |
|  | Manchester City (pró.) | 2                 |   |                   |                  |                  |  |                 |             |             |             |             |  |                 |       |       |
|  | Manchester City (pró.) | 2                 |   |                   |                  |                  |  | Manchester City | 6           | 3           | 9           |             |  |                 |       |       |
|  |                        |                   |   |                   |                  |                  |  | Manchester City | 6           | 3           | 9           |             |  |                 |       |       |
|  |                        | West Ham United   | 0 | 0                 | 0                |                  |  |                 |             |             |             |             |  |                 |       |       |
|  | Tottenham H. (pen.)    | West Ham United   | 0 | 0                 | 0                | 2 (8)            |  |                 |             |             |             |             |  |                 |       |       |
|  | Tottenham H. (pen.)    |                   |   |                   |                  | 2 (8)            |  |                 |             |             |             |             |  |                 |       |       |
|  | Hull City              | 2 (7)             |   |                   |                  |                  |  |                 |             |             |             |             |  |                 |       |       |
|  | Hull City              | 2 (7)             |   | Tottenham H.      | 1                |                  |  |                 |             |             |             |             |  |                 |       |       |
|  |                        |                   |   | Tottenham H.      | 1                |                  |  |                 |             |             |             |             |  |                 |       |       |
|  |                        | West Ham United   | 2 |                   |                  |                  |  |                 |             |             |             |             |  |                 |       |       |
|  | Burnley                | West Ham United   | 2 | 0                 |                  |                  |  |                 |             |             |             |             |  |                 |       |       |
|  | Burnley                |                   |   | 0                 |                  |                  |  |                 |             |             |             |             |  |                 |       |       |
|  | West Ham United        | 2                 |   |                   |                  |                  |  |                 |             |             |             |             |  |                 |       |       |
|  | West Ham United        | 2                 |   |                   |                  |                  |  |                 |             |             |             |             |  | Manchester City | 3     |       |
|  |                        |                   |   |                   |                  |                  |  |                 |             |             |             |             |  | Manchester City | 3     |       |
|  |                        | Sunderland        | 1 |                   |                  |                  |  |                 |             |             |             |             |  |                 |       |       |
|  | Sunderland             | Sunderland        | 1 | 2                 |                  |                  |  |                 |             |             |             |             |  |                 |       |       |
|  | Sunderland             |                   |   | 2                 |                  |                  |  |                 |             |             |             |             |  |                 |       |       |
|  | Southampton            | 1                 |   |                   |                  |                  |  |                 |             |             |             |             |  |                 |       |       |
|  | Southampton            | 1                 |   | Sunderland (pró.) | 2                |                  |  |                 |             |             |             |             |  |                 |       |       |
|  |                        |                   |   | Sunderland (pró.) | 2                |                  |  |                 |             |             |             |             |  |                 |       |       |
|  |                        | Chelsea           | 1 |                   |                  |                  |  |                 |             |             |             |             |  |                 |       |       |
|  | Arsenal                | Chelsea           | 1 | 0                 |                  |                  |  |                 |             |             |             |             |  |                 |       |       |
|  | Arsenal                |                   |   | 0                 |                  |                  |  |                 |             |             |             |             |  |                 |       |       |
|  | Chelsea                | 2                 |   |                   |                  |                  |  |                 |             |             |             |             |  |                 |       |       |
|  | Chelsea                | 2                 |   |                   |                  |                  |  | Sunderland      | 2           | 1           | 3 (2)       |             |  |                 |       |       |
|  |                        |                   |   |                   |                  |                  |  | Sunderland      | 2           | 1           | 3 (2)       |             |  |                 |       |       |
|  |                        | Manchester United | 1 | 2                 | 3 (1)            |                  |  |                 |             |             |             |             |  |                 |       |       |
|  | Birmingham City        | Manchester United | 1 | 2                 | 3 (1)            | 3 (2)            |  |                 |             |             |             |             |  |                 |       |       |
|  | Birmingham City        |                   |   |                   |                  | 3 (2)            |  |                 |             |             |             |             |  |                 |       |       |
|  | Stoke City (pen.)      | 3 (4)             |   |                   |                  |                  |  |                 |             |             |             |             |  |                 |       |       |
|  | Stoke City (pen.)      | 3 (4)             |   | Stoke City        | 0                |                  |  |                 |             |             |             |             |  |                 |       |       |
|  |                        |                   |   | Stoke City        | 0                |                  |  |                 |             |             |             |             |  |                 |       |       |
|  |                        | Manchester United | 2 |                   |                  |                  |  |                 |             |             |             |             |  |                 |       |       |
|  | Manchester United      | Manchester United | 2 | 4                 |                  |                  |  |                 |             |             |             |             |  |                 |       |       |
|  | Manchester United      |                   |   | 4                 |                  |                  |  |                 |             |             |             |             |  |                 |       |       |
|  | Norwich City           | 0                 |   |                   |                  |                  |  |                 |             |             |             |             |  |                 |       |       |

## Cuarta ronda
| 30 de octubre de 2013 03:45 | Leicester City                                  | 4 – 3   | Fulham                             | King Power Stadium, Leicester                      |                                                    |
|                             | W.Morgan 40' · Wood 45' · Miquel 53' · Dyer 88' | Reporte | Rodallega 17' 87' · Karagounis 54' | Asistencia: 17.932 espectadores Árbitro(s): Stroud | Asistencia: 17.932 espectadores Árbitro(s): Stroud |

| 31 de octubre de 2013 03:45 | Newcastle United | 0 – 2   | Manchester City          | St James' Park, Newcastle                             |                                                       |
|                             |                  | Reporte | Negredo 99' · Džeko 105' | Asistencia: 33.846 espectadores Árbitro(s): Swarbrick | Asistencia: 33.846 espectadores Árbitro(s): Swarbrick |

| 7 de noviembre de 2013 03:45 | Sunderland                 | 2 – 1   | Southampton | Stadium of Light, Sunderland                      |                                                   |
|                              | Bardsley 59' · Larsson 86' | Reporte | Yoshida 88' | Asistencia: 16.096 espectadores Árbitro(s): Mason | Asistencia: 16.096 espectadores Árbitro(s): Mason |

| 30 de octubre de 2013 03:45 | Arsenal | 0 – 2   | Chelsea                    | Emirates Stadium, Londres                        |                                                  |
|                             |         | Reporte | Azpilicueta 25' · Mata 66' | Asistencia: 60.455 espectadores Árbitro(s): Dowd | Asistencia: 60.455 espectadores Árbitro(s): Dowd |

| 31 de octubre de 2013 03:45 | Tottenham Hotspur                                                                        | 2 – 2 (8 – 7 p.)           | Hull City                                                                                | White Hart Lane, Londres                         |                                                  |
|                             | Sigurdsson 16' · H.Kane 108'                                                             | Reporte                    | Friedel 53' (a.g.) · McShane 99'                                                         | Asistencia: 35.617 espectadores Árbitro(s): Moss | Asistencia: 35.617 espectadores Árbitro(s): Moss |
|                             |                                                                                          | Tiros desde el punto penal |                                                                                          |                                                  |                                                  |
|                             | Sigurdsson · Defoe · Vertonghen · Lamela · H.Kane · Paulinho · Kaboul · Dembelé · Walker |                            | McLean · S.Quinn · Boyd · Gedo · Proschweitz · Meyler · Rosenior · McShane · El-Mohamady |                                                  |                                                  |

| 30 de octubre de 2013 03:45 | Burnley | 0 – 2   | West Ham United                         | Turf Moor Stadium, Burnley                         |                                                    |
|                             |         | Reporte | Taylor 76' (pen.) · Collison 94' (pen.) | Asistencia: 14.376 espectadores Árbitro(s): Madley | Asistencia: 14.376 espectadores Árbitro(s): Madley |

| 30 de octubre de 2013 03:45 | Birmingham City                                     | 4 – 4 (2 – 4 p.)           | Stoke City                                            | St. Andrew's Stadium, Birmingham                   |                                                    |
|                             | Adeyemi 28' · Løvenkrands 85' 93' · Oliver Lee 118' | Reporte                    | Assaidi 10' · Crouch 55' · Arnautović 71' · Jones 94' | Asistencia: 13.436 espectadores Árbitro(s): Hooper | Asistencia: 13.436 espectadores Árbitro(s): Hooper |
|                             |                                                     | Tiros desde el punto penal |                                                       |                                                    |                                                    |
|                             | Løvenkrands · C.Reilly · Oliver Lee · Hancox        |                            | Shawcross · Muniesa · N'Zonzi · Jones                 |                                                    |                                                    |

| 30 de octubre de 2013 03:45 | Manchester United                         | 4 – 0   | Norwich City | Old Trafford, Mánchester                           |                                                    |
|                             | Hernández 20' 54' · Jones 87' · Fábio 95' | Reporte |              | Asistencia: 58.663 espectadores Árbitro(s): Friend | Asistencia: 58.663 espectadores Árbitro(s): Friend |

## Quinta Ronda
| 17 de diciembre de 2013 19:45 | Leicester City | 1 – 3   | Manchester City            | King Power Stadium, Leicester                    |                                                  |
|                               | Dyer 77'       | Reporte | Kolarov 8' · Džeko 41' 53' | Asistencia: 31.320 espectadores Árbitro(s): East | Asistencia: 31.320 espectadores Árbitro(s): East |

| 18 de diciembre de 2013 19:45 | Tottenham Hotspur | 1 – 2   | West Ham United        | White Hart Lane, Londres                              |                                                       |
|                               | Adebayor 67'      | Reporte | Jarvis 80' · Maiga 85' | Asistencia: 34.080 espectadores Árbitro(s): Swarbrick | Asistencia: 34.080 espectadores Árbitro(s): Swarbrick |

| 17 de diciembre de 2013 19:45 | Sunderland                     | 2 – 1   | Chelsea               | Stadium of Light, Sunderland                       |                                                    |
|                               | Borini 88' · Sung-Yong Ki 118' | Reporte | Cattermole 46' (a.g.) | Asistencia: 20.731 espectadores Árbitro(s): Taylor | Asistencia: 20.731 espectadores Árbitro(s): Taylor |

| 18 de diciembre de 2013 19:45 | Stoke City | 0 – 2   | Manchester United    | Britannia Stadium, Stoke-on-Trent                       |                                                         |
|                               |            | Reporte | Young 62' · Evra 78' | Asistencia: 25.928 espectadores Árbitro(s): Clattenburg | Asistencia: 25.928 espectadores Árbitro(s): Clattenburg |

## Semifinales
| 7 de enero de 2014 19:45 | Sunderland                            | 2:1 (1:0) | Manchester United | Stadium of Light, Sunderland                         |                                                      |
|                          | Giggs 45+2' (a.g.) · Borini 64' (pen) | Reporte   | N. Vidić 52'      | Asistencia: 31.547 espectadores Árbitro(s): Marriner | Asistencia: 31.547 espectadores Árbitro(s): Marriner |

| 22 de enero de 2014 13:45 | Manchester United                                                     | 2:1 (1:0; 1:0) (1:2 p.)    | Sunderland                                                    | Old Trafford, Mánchester |                   |
|                           | Jonny Evans 37' · Hernández 120+1'                                    | Reporte                    | Bardsley 119'                                                 | Árbitro(s): Mason        | Árbitro(s): Mason |
|                           |                                                                       | Tiros desde el punto penal |                                                               |                          |                   |
|                           | Danny Welbeck · Darren Fletcher · Adnan Januzaj · Phil Jones · Rafael |                            | Steven Fletcher · Marcos Alonso · Ki Sung-Yong · Adam Johnson |                          |                   |

| 8 de enero de 2014 19:45 | Manchester City                                      | 6:0 (3:0) | West Ham United | Etihad Stadium, Mánchester                       |                                                  |
|                          | Negredo 12' 16' 49' · Yaya Touré 43' · Džeko 69' 90' | Reporte   |                 | Asistencia: 38.000 espectadores Árbitro(s): Moss | Asistencia: 38.000 espectadores Árbitro(s): Moss |

| 21 de enero de 2014 19:45 | West Ham United | 0:3 (0:2) | Manchester City                    | Boleyn Ground, Londres                          |                                                 |
|                           |                 | Reporte   | Negredo 3' 59' · Sergio Agüero 24' | Asistencia: 14.390 espectadores Árbitro(s): Foy | Asistencia: 14.390 espectadores Árbitro(s): Foy |

## Final
| 30         | POR        | Costel Pantilimon  |     |
| 26         | DEF        | Martín Demichelis  |     |
| 5          | DEF        | Pablo Zabaleta     |     |
| 4          | DEF        | Vincent Kompany    |     |
| 13         | DEF        | Aleksandar Kolarov |     |
| 8          | MED        | Samir Nasri        |     |
| 21         | MED        | David Silva        | 77' |
| 42         | MED        | Yaya Touré         |     |
| 25         | MED        | Fernandinho        |     |
| 16         | DEL        | Sergio Agüero      | 58' |
| 10         | DEL        | Edin Džeko         | 88' |
| Entrenador | Entrenador | Manuel Pellegrini  |     |

| 25         | POR        | Vito Mannone      |     |
| 16         | DEF        | John O'Shea       |     |
| 5          | DEF        | Wes Brown         |     |
| 2          | DEF        | Phil Bardsley     |     |
| 28         | DEF        | Marcos Alonso     |     |
| 7          | MED        | Sebastian Larsson | 60' |
| 11         | MED        | Adam Johnson      | 60' |
| 33         | MED        | Lee Cattermole    | 77' |
| 4          | MED        | Ki Sung-Yong      |     |
| 14         | MED        | Jack Colback      |     |
| 31         | DEL        | Fabio Borini      |     |
| Entrenador | Entrenador | Gustavo Poyet     |     |

| 15 | MED | Jesús Navas    | 58' |
| 14 | MED | Javi García    | 77' |
| 9  | DEL | Álvaro Negredo | 88' |

| 9  | DEL | Steven Fletcher      | 60' |
| 8  | MED | Craig Gardner        | 60' |
| 23 | MED | Emanuele Giaccherini | 77' |

| Anotado | 55' | Yaya Touré  | 1–1 |
| Anotado | 56' | Samir Nasri | 2–1 |
| Anotado | 90' | Jesús Navas | 3–1 |

| Anotado | 10' | Fabio Borini | 0–1 |

| Amonestado | 90' | Álvaro Negredo |

| Amonestado | 81' | Marcos Alonso |

|  |

|  |

| Árbitro             | Martin Atkinson |
| Árbitros asistentes | Steve Child     |
| Árbitros asistentes | Simon Long      |
| Cuarto Árbitro      | Neil Swardbrick |

| 30         | POR        | Costel Pantilimon  |     |
| 26         | DEF        | Martín Demichelis  |     |
| 5          | DEF        | Pablo Zabaleta     |     |
| 4          | DEF        | Vincent Kompany    |     |
| 13         | DEF        | Aleksandar Kolarov |     |
| 8          | MED        | Samir Nasri        |     |
| 21         | MED        | David Silva        | 77' |
| 42         | MED        | Yaya Touré         |     |
| 25         | MED        | Fernandinho        |     |
| 16         | DEL        | Sergio Agüero      | 58' |
| 10         | DEL        | Edin Džeko         | 88' |
| Entrenador | Entrenador | Manuel Pellegrini  |     |

| 25         | POR        | Vito Mannone      |     |
| 16         | DEF        | John O'Shea       |     |
| 5          | DEF        | Wes Brown         |     |
| 2          | DEF        | Phil Bardsley     |     |
| 28         | DEF        | Marcos Alonso     |     |
| 7          | MED        | Sebastian Larsson | 60' |
| 11         | MED        | Adam Johnson      | 60' |
| 33         | MED        | Lee Cattermole    | 77' |
| 4          | MED        | Ki Sung-Yong      |     |
| 14         | MED        | Jack Colback      |     |
| 31         | DEL        | Fabio Borini      |     |
| Entrenador | Entrenador | Gustavo Poyet     |     |

| 15 | MED | Jesús Navas    | 58' |
| 14 | MED | Javi García    | 77' |
| 9  | DEL | Álvaro Negredo | 88' |

| 9  | DEL | Steven Fletcher      | 60' |
| 8  | MED | Craig Gardner        | 60' |
| 23 | MED | Emanuele Giaccherini | 77' |

| Anotado | 55' | Yaya Touré  | 1–1 |
| Anotado | 56' | Samir Nasri | 2–1 |
| Anotado | 90' | Jesús Navas | 3–1 |

| Anotado | 10' | Fabio Borini | 0–1 |

| Amonestado | 90' | Álvaro Negredo |

| Amonestado | 81' | Marcos Alonso |

|  |

|  |

| Árbitro             | Martin Atkinson |
| Árbitros asistentes | Steve Child     |
| Árbitros asistentes | Simon Long      |
| Cuarto Árbitro      | Neil Swardbrick |

|                                   |
| Bandera de Inglaterra             |
| Campeón Manchester City 3° título |

## Goleadores
| Edin Džeko       | Manchester City      | 6 |
| Álvaro Negredo   | Manchester City      | 6 |
| Lee Tomlin       | Peterborough United  | 5 |
| Kenwyne Jones    | Stoke City           | 4 |
| Hugo Rodallega   | Fulham               | 4 |
| Chris Wood       | Leicester City       | 4 |
| Danny Ings       | Burnley              | 4 |
| Saido Berahino   | West Bromwich Albion | 4 |
| Matt Derbyshire  | Nottingham Forest    | 3 |
| David Amoo       | Carlisle United      | 3 |
| Javier Hernández | Manchester United    | 3 |
| Chris Martin     | Derby County         | 3 |
| Lloyd Dyer       | Leicester City       | 3 |
| Referencia: ESPN |                      |   |

## Máximos asistentes
| Chris Burke         | Birmingham City     | 4 |
| Chris Hussey        | Burton Albion       | 4 |
| Jermaine Defoe      | Tottenham Hotspur   | 4 |
| Giorgios Karagounis | Fulham              | 3 |
| Craig Alcock        | Peterborough United | 3 |
| Junior Stanislas    | Burnley             | 3 |
| Lewis Holtby        | Tottenham Hotspur   | 3 |
| Robert Snoodgrass   | Norwich City        | 3 |
| Jamie Paterson      | Nottingham Forest   | 2 |
| Wesley Hoolahan     | Norwich City        | 2 |
| Wayne Rooney        | Manchester United   | 2 |
| James Milner        | Manchester City     | 2 |
| Craig Jones         | Bury F.C            | 2 |
| Craig Bryson        | Derby County        | 2 |
| Hatem Ben Arfa      | Newcastle United    | 2 |
| Jozy Altidore       | Sunderland          | 2 |
| Steven Naismith     | Everton             | 2 |
| Referencia: ESPN    |                     |   |